# Шипот
Шѝпот е село в Северозападна България. То се намира в община Димово, област Видин.

## История
През 1945 година в селото е създадено едно от първите Трудови кооперативни земеделски стопанства във Видинско, в което първоначално се включват 50 семейства. По-късно то носи името на комунистическия диктатор Георги Димитров.

## Население
Преброяване на населението през 2011 г.
Численост и дял на етническите групи според преброяването на населението през 2011 г.:
|                     | Численост | Дял (в %) |
| Общо                | 38        | 100,00    |
| Българи             | 38        | 100,00    |
| Турци               | 0         | 0,00      |
| Цигани              | 0         | 0,00      |
| Други               | 0         | 0,00      |
| Не се самоопределят | 0         | 0,00      |
| Неотговорили        | 0         | 0,00      |